# Liste der Bodendenkmäler in Oettingen in Bayern
Auf dieser Seite sind die Bodendenkmäler in der schwäbischen Stadt Oettingen in Bayern zusammengestellt. Diese Tabelle ist eine Teilliste der Liste der Bodendenkmäler in Bayern. Grundlage ist die Bayerische Denkmalliste, die auf Basis des Bayerischen Denkmalschutzgesetzes vom 1. Oktober 1973 erstmals erstellt wurde und seither durch das Bayerische Landesamt für Denkmalpflege geführt wird. Die folgenden Angaben ersetzen nicht die rechtsverbindliche Auskunft der Denkmalschutzbehörde.

## Bodendenkmäler der Gemeinde Oettingen in Bayern

### Bodendenkmäler in der Gemarkung Dornstadt-Linkersbaindt
| Lage                               | Objekt                                  | Akten-Nr.     | Bild |
| ---------------------------------- | --------------------------------------- | ------------- | ---- |
| Dornstadt-Linkersbaindt (Standort) | Viereckschanze der jüngeren Latènezeit. | D-7-7029-0001 |      |
| Dornstadt-Linkersbaindt (Standort) | Villa rustica der römischen Kaiserzeit. | D-7-7029-0009 |      |

### Bodendenkmäler in der Gemarkung Ehingen a.Ries
| Lage                      | Objekt                                                  | Akten-Nr.     | Bild |
| ------------------------- | ------------------------------------------------------- | ------------- | ---- |
| Ehingen a.Ries (Standort) | Siedlung vorgeschichtlicher und römischer Zeitstellung. | D-7-7029-0221 |      |

### Bodendenkmäler in der Gemarkung Erlbach
| Lage               | Objekt | Akten-Nr.     | Bild |
| ------------------ | --- | ------------- | ---- |
| Erlbach (Standort) | Siedlung vor- und frühgeschichtlicher Zeitstellung. | D-7-7029-0005 |      |
| Erlbach (Standort) | Körpergräber der späten römischen Kaiserzeit. | D-7-7029-0006 |      |
| Erlbach (Standort) | Siedlung der Latènezeit und Villa rustica der römischen Kaiserzeit.                                                                                        | D-7-7029-0007 |      |
| Erlbach (Standort) | Siedlung vor- und frühgeschichtlicher Zeitstellung. | D-7-7029-0008 |      |
| Erlbach (Standort) | Straße der römischen Kaiserzeit. | D-7-7029-0010 |      |
| Erlbach (Standort) | Straße der römischen Kaiserzeit. | D-7-7029-0011 |      |
| Erlbach (Standort) | Körpergräber des frühen Mittelalters. | D-7-7029-0012 |      |
| Erlbach (Standort) | Grabhügel vorgeschichtlicher Zeitstellung. | D-7-7029-0013 |      |
| Erlbach (Standort) | Mittelalterliche und frühneuzeitliche Befunde im Bereich der Katholischen Kapelle Zur Schmerzhaften Muttergottes in Breitenlohe und ihrer Vorgängerbauten. | D-7-7029-0509 |      |

### Bodendenkmäler in der Gemarkung Hainsfarth
| Lage                  | Objekt                      | Akten-Nr.     | Bild |
| --------------------- | --------------------------- | ------------- | ---- |
| Hainsfarth (Standort) | Siedlung der Vorgeschichte. | D-7-7029-0402 |      |

### Bodendenkmäler in der Gemarkung Hausen
| Lage              | Objekt                           | Akten-Nr.     | Bild |
| ----------------- | -------------------------------- | ------------- | ---- |
| Hausen (Standort) | Straße der römischen Kaiserzeit. | D-7-7029-0023 |      |

### Bodendenkmäler in der Gemarkung Heuberg
| Lage               | Objekt | Akten-Nr.     | Bild |
| ------------------ | --- | ------------- | ---- |
| Heuberg (Standort) | Straße der römischen Kaiserzeit.                                                                                               | D-7-7029-0097 |      |
| Heuberg (Standort) | Siedlung des Neolithikums und der römischen Kaiserzeit.                                                                        | D-7-7029-0098 |      |
| Heuberg (Standort) | Siedlung vor- und frühgeschichtlicher Zeitstellung.                                                                            | D-7-7029-0099 |      |
| Heuberg (Standort) | Siedlung vorgeschichtlicher Zeitstellung.                                                                                      | D-7-7029-0100 |      |
| Heuberg (Standort) | Siedlung des Neolithikums. | D-7-7029-0294 |      |
| Heuberg (Standort) | Siedlung des Neolithikums. | D-7-7029-0295 |      |
| Heuberg (Standort) | Siedlung des Neolithikums. | D-7-7029-0296 |      |
| Heuberg (Standort) | Siedlung des Neolithikums. | D-7-7029-0300 |      |
| Heuberg (Standort) | Siedlung vorgeschichtlicher Zeitstellung.                                                                                      | D-7-7029-0301 |      |
| Heuberg (Standort) | Siedlung des Neolithikums. | D-7-7029-0302 |      |
| Heuberg (Standort) | Siedlung des Neolithikums. | D-7-7029-0303 |      |
| Heuberg (Standort) | Siedlung des Neolithikums und der Bronzezeit.                                                                                  | D-7-7029-0304 |      |
| Heuberg (Standort) | Siedlung des Neolithikums. | D-7-7029-0305 |      |
| Heuberg (Standort) | Siedlung des Neolithikums. | D-7-7029-0307 |      |
| Heuberg (Standort) | Siedlung des Neolithikums. | D-7-7029-0308 |      |
| Heuberg (Standort) | Siedlung des Neolithikums. | D-7-7029-0309 |      |
| Heuberg (Standort) | Siedlung des Neolithikums. | D-7-7029-0311 |      |
| Heuberg (Standort) | Siedlung des Neolithikums. | D-7-7029-0312 |      |
| Heuberg (Standort) | Siedlung des Neolithikums. | D-7-7029-0313 |      |
| Heuberg (Standort) | Mittelalterliche und frühneuzeitliche Befunde im Bereich der Evangelisch-Lutherischen Pfarrkirche St. Bartholomäus in Heuberg. | D-7-7029-0511 |      |

### Bodendenkmäler in der Gemarkung Lehmingen
| Lage                 | Objekt | Akten-Nr.     | Bild |
| -------------------- | --- | ------------- | ---- |
| Lehmingen (Standort) | Siedlung des Endneolithikums. | D-7-7029-0018 |      |
| Lehmingen (Standort) | Siedlung des Neolithikums. | D-7-7029-0019 |      |
| Lehmingen (Standort) | Siedlung des Neolithikums, der Bronzezeit und der Latènezeit.                                                                                        | D-7-7029-0020 |      |
| Lehmingen (Standort) | Siedlung der Latènezeit. | D-7-7029-0385 |      |
| Lehmingen (Standort) | Mittelalterliche und frühneuzeitliche Befunde im Bereich der Evangelisch-Lutherischen Pfarrkirche St. Martin in Lehmingen und ihrer Vorgängerbauten. | D-7-7029-0443 |      |
| Lehmingen (Standort) | Siedlung und Körpergräber vor- und frühgeschichtlicher Zeitstellung.                                                                                 | D-7-7029-0541 |      |

### Bodendenkmäler in der Gemarkung Munningen
| Lage                 | Objekt                                                  | Akten-Nr.     | Bild |
| -------------------- | ------------------------------------------------------- | ------------- | ---- |
| Munningen (Standort) | Straße der römischen Kaiserzeit.                        | D-7-7029-0106 |      |
| Munningen (Standort) | Straße der römischen Kaiserzeit.                        | D-7-7029-0113 |      |
| Munningen (Standort) | Siedlung des Neolithikums.                              | D-7-7029-0363 |      |
| Munningen (Standort) | Siedlung des Neolithikums und Gräber der Hallstattzeit. | D-7-7029-0432 |      |

### Bodendenkmäler in der Gemarkung Niederhofen
| Lage                   | Objekt                                                                                            | Akten-Nr.     | Bild |
| ---------------------- | ------------------------------------------------------------------------------------------------- | ------------- | ---- |
| Niederhofen (Standort) | Straße der römischen Kaiserzeit.                                                                  | D-7-7029-0014 |      |
| Niederhofen (Standort) | Brandgräber der römischen Kaiserzeit.                                                             | D-7-7029-0015 |      |
| Niederhofen (Standort) | Grabhügel vorgeschichtlicher Zeitstellung.                                                        | D-7-7029-0017 |      |
| Niederhofen (Standort) | Befunde der frühen Neuzeit im Bereich der Katholischen Kapelle Zu den fünf Wunden in Niederhofen. | D-7-7029-0513 |      |

### Bodendenkmäler in der Gemarkung Nittingen
| Lage                 | Objekt                                             | Akten-Nr.     | Bild |
| -------------------- | -------------------------------------------------- | ------------- | ---- |
| Nittingen (Standort) | Straße der römischen Kaiserzeit.                   | D-7-7029-0095 |      |
| Nittingen (Standort) | Siedlung des Neolithikums und der Urnenfelderzeit. | D-7-7029-0096 |      |
| Nittingen (Standort) | Straße der römischen Kaiserzeit.                   | D-7-7029-0105 |      |
| Nittingen (Standort) | Siedlung der Bronzezeit und Hallstattzeit.         | D-7-7029-0434 |      |
| Nittingen (Standort) | Siedlung des Neolithikums und der Hallstattzeit.   | D-7-7029-0435 |      |
| Nittingen (Standort) | Siedlung des Neolithikums und der Hallstattzeit.   | D-7-7029-0436 |      |

### Bodendenkmäler in der Gemarkung Oettingen i.Bay.
| Lage                        | Objekt | Akten-Nr.     | Bild |
| --------------------------- | --- | ------------- | ---- |
| Oettingen i.Bay. (Standort) | Ringwall vor- und frühgeschichtlicher Zeitstellung. | D-7-7029-0050 |      |
| Oettingen i.Bay. (Standort) | Siedlung des Neolithikums, der Latènezeit und der römischen Kaiserzeit.                                                                                   | D-7-7029-0051 |      |
| Oettingen i.Bay. (Standort) | Siedlung des Neolithikums und der römischen Kaiserzeit.                                                                                                   | D-7-7029-0052 |      |
| Oettingen i.Bay. (Standort) | Siedlung des Neolithikums und der Bronzezeit. | D-7-7029-0053 |      |
| Oettingen i.Bay. (Standort) | Siedlung vorgeschichtlicher und römischer Zeitstellung.                                                                                                   | D-7-7029-0054 |      |
| Oettingen i.Bay. (Standort) | Körpergräber des frühen Mittelalters. | D-7-7029-0056 |      |
| Oettingen i.Bay. (Standort) | Villa rustica und Brandgräber der römischen Kaiserzeit; Siedlung des Neolithikums, der Urnenfelderzeit, der Latènezeit, des Mittelalters und der Neuzeit. | D-7-7029-0058 |      |
| Oettingen i.Bay. (Standort) | Siedlung vorgeschichtlicher Zeitstellung. | D-7-7029-0061 |      |
| Oettingen i.Bay. (Standort) | Siedlung vorgeschichtlicher Zeitstellung. | D-7-7029-0063 |      |
| Oettingen i.Bay. (Standort) | Siedlung des Neolithikums, der Urnenfelderzeit, der Hallstattzeit und der römischen Kaiserzeit.                                                           | D-7-7029-0064 |      |
| Oettingen i.Bay. (Standort) | Siedlung vorgeschichtlicher Zeitstellung. | D-7-7029-0065 |      |
| Oettingen i.Bay. (Standort) | Siedlung vorgeschichtlicher Zeitstellung. | D-7-7029-0066 |      |
| Oettingen i.Bay. (Standort) | Siedlung vorgeschichtlicher Zeitstellung. | D-7-7029-0067 |      |
| Oettingen i.Bay. (Standort) | Körpergräber vor- und frühgeschichtlicher Zeitstellung.                                                                                                   | D-7-7029-0068 |      |
| Oettingen i.Bay. (Standort) | Körpergräber des frühen Mittelalters. | D-7-7029-0069 |      |
| Oettingen i.Bay. (Standort) | Siedlung der römischen Kaiserzeit, des Mittelalters und der frühen Neuzeit.                                                                               | D-7-7029-0071 |      |
| Oettingen i.Bay. (Standort) | Siedlung der römischen Kaiserzeit. | D-7-7029-0072 |      |
| Oettingen i.Bay. (Standort) | Straße der römischen Kaiserzeit. | D-7-7029-0076 |      |
| Oettingen i.Bay. (Standort) | Siedlung vorgeschichtlicher Zeitstellung. | D-7-7029-0185 |      |
| Oettingen i.Bay. (Standort) | Siedlung des Neolithikums. | D-7-7029-0187 |      |
| Oettingen i.Bay. (Standort) | Siedlung der Hallstattzeit. | D-7-7029-0188 |      |
| Oettingen i.Bay. (Standort) | Siedlung der Linearbandkeramik und der Stichbandkeramik.                                                                                                  | D-7-7029-0189 |      |
| Oettingen i.Bay. (Standort) | Siedlung des Neolithikums. | D-7-7029-0190 |      |
| Oettingen i.Bay. (Standort) | Siedlung des Neolithikums. | D-7-7029-0517 |      |
| Oettingen i.Bay. (Standort) | Siedlung vorgeschichtlicher Zeitstellung. | D-7-7029-0518 |      |
| Oettingen i.Bay. (Standort) | Siedlung vorgeschichtlicher Zeitstellung. | D-7-7029-0519 |      |
| Oettingen i.Bay. (Standort) | Siedlung der römischen Kaiserzeit. | D-7-7029-0520 |      |
| Oettingen i.Bay. (Standort) | Mittelalterliche und frühneuzeitliche Befunde im Bereich der Evangelisch-Lutherischen Stadtpfarrkirche St. Jakob in Oettingen.                            | D-7-7029-0521 |      |
| Oettingen i.Bay. (Standort) | Mittelalterliche und frühneuzeitliche Befunde im Bereich der Katholischen Pfarrkirche St. Sebastian in Oettingen.                                         | D-7-7029-0522 |      |
| Oettingen i.Bay. (Standort) | Mittelalterliche und frühneuzeitliche Befunde im Bereich der Katholischen Kapelle St. Leonhard in Oettingen.                                              | D-7-7029-0524 |      |
| Oettingen i.Bay. (Standort) | Abgegangene frühneuzeitliche Spitalkirche. | D-7-7029-0525 |      |
| Oettingen i.Bay. (Standort) | Mittelalterliche und frühneuzeitliche Befunde im Bereich der Gruftkapelle in Oettingen.                                                                   | D-7-7029-0526 |      |
| Oettingen i.Bay. (Standort) | Mittelalterliche und frühneuzeitliche Befunde im Bereich des abgegangenen Alten Schlosses in Oettingen.                                                   | D-7-7029-0527 |      |
| Oettingen i.Bay. (Standort) | Mittelalterliche und frühneuzeitliche Befunde im Bereich des Neuen Schlosses in Oettingen.                                                                | D-7-7029-0528 |      |
| Oettingen i.Bay. (Standort) | Mittelalterliche und frühneuzeitliche Befunde im Bereich des abgegangenen Deutschordenshauses in Oettingen.                                               | D-7-7029-0529 |      |
| Oettingen i.Bay. (Standort) | Mittelalterliche Stadtbefestigung von Oettingen. | D-7-7029-0530 |      |
| Oettingen i.Bay. (Standort) | Mittelalterliche und frühneuzeitliche Befunde im Bereich der befestigten Kernstadt von Oettingen.                                                         | D-7-7029-0531 |      |